# Pantaleon Films
Die Pantaleon  Films GmbH  (Eigenschreibweise PANTALEON) ist eine deutsche Filmproduktionsgesellschaft mit Sitz in München, die von Matthias Schweighöfer gegründet wurde. Das Unternehmen, das Zweigniederlassungen in Berlin und Köln unterhält, ist eine hundertprozentige Tochtergesellschaft der Pantaflix AG.

## Geschichte
2011 ging die Filmproduktionsgesellschaft mit What a Man an den Start. 2013 folgten Schlussmacher und  Markus Gollers Frau Ella. 2014 kam mit Schweighöfers dritter Eigenproduktion Vaterfreuden der vierte Film der Produktionsgesellschaft heraus. Am 26. März 2015 kam Schweighöfers vierte Eigenproduktion Der Nanny in die Kinos.
Die Vermarktung von Soundtracks erfolgt seit Juli 2016 in der Schwesterunternehmung PantaSounds GmbH.

## Produktionen

### Kinofilme
- 2011: What a Man
- 2013: Schlussmacher
- 2013: Frau Ella
- 2014: Vaterfreuden
- 2015: Der Nanny
- 2015: Highway to Hellas
- 2016: Der geilste Tag
- 2018: Hot Dog
- 2018: Vielmachglas
- 2018: 100 Dinge
- 2019: Dem Horizont so nah
- 2019: Abikalypse
- 2019: Auerhaus
- 2020: Takeover – Voll Vertauscht
- 2020: Resistance – Widerstand
- 2021: Generation Beziehungsunfähig
- 2021: Army of Thieves

### Fernsehfilme
- 2016: Jack the Ripper – Eine Frau jagt einen Mörder
- 2017: Rockstars zähmt man nicht

### Serien
- 2017–2018: You Are Wanted
- 2020: Das letzte Wort